# 姜草
姜草（韓語：강풀，1974年12月7日—），本名康道永（韓語：강도영），是一位韩国漫画家，本貫是信川康氏。姜草没有受过正式的艺术和绘画教育，但自2002年创办个人网站以来，他的漫画获得了极高的人气，他也被誉为“第一代网络漫画家”。

## 生平
姜草毕业于尚志大学国文系。在大学就读的时候，他就曾在学校板报上画漫画批评学术不正而臭名昭著的金文基，当时已经明白自己要成为一位怎样的漫画家了。“姜草”一称也于学生时代获得，因为他经常穿绿色的衣服。
姜草在大学毕业前决定成为一名漫画家，但一开始出版方对他不是很感兴趣。2002年4月，他建立起一个个人网站，最初是连载有关排泄物和呕吐物的猎奇内容，获得了很多人气。到2008年，他的漫画已经获得了3亿点击量。同时，他引起了韩国电影产业的关注，包括《公寓》、《傻瓜》、《纯情漫画》、《痛症》、《邻居》和《26年》在内的多部电影均根据他的漫画作品改编。他还担任过2006年电影前传的編劇。
除了网络漫画，姜草还创作了一些儿童向漫画书。他的繪本《嗨，朋友》（韓語：《안녕, 친구야》）在很短的时间内被提名为畅销书排名第14。

## 主要作品
| 年份 | 标题                   | 原名 |
| ---- | ---------------------- | ---- |
| 2003 | 《纯情漫画》           |      |
| 2004 | 《傻瓜》               |      |
| 2004 | 《公寓》               |      |
| 2005 | 《追逐时间》           |      |
| 2006 | 《26年》               |      |
| 2007 | 《我爱你》             |      |
| 2008 | 《邻居》               |      |
| 2009 | 《Again》              |      |
| 2010 | 《生命中的每一个瞬间》 |      |
| 2011 | 《照明商店》           |      |
| 2011 | 《痛症》               |      |
| 2013 | 《嗨，朋友》           |      |
| 2013 | 《魔女》               |      |
| 2014 | 《얼음 땡!》           |      |
| 2015 | 《Moving》             |      |
| 2017 | 《桥》                 |      |

### 改编电影
- 《公寓（英语：Apt._(film)）》（2006年）[9]
- 《傻瓜（英语：BABO）》（2008年）[9]
- 《纯情漫画（英语：Hello, Schoolgirl）》（2008年）[9]
- 《我爱你（英语：Late_Blossom）》（2010年）[9]
- 《痛症（英语：Pained）》（2011年）[10]
- 《邻居》（2012年）[9]
- 《26年》（2012年）[9]
- 《追逐时间（英语：Timing_(film)）》（2015年）[9]
- 《魔女》（未上映）[11]

### 改编電視劇
- 《Moving 異能》（2023年）
- 《照明商店》（2024年）
- 《魔女》（2025年）
- 《Moving 異能2》（待公布）

## 外部鏈接
- 姜草的X（前Twitter）